# Saint-Étienne-Lardeyrol
Saint-Étienne-Lardeyrol település Franciaországban, Haute-Loire megyében. Lakosainak száma 750 fő (2022. január 1.). Saint-Étienne-Lardeyrol Blavozy, Malrevers, Le Pertuis, Rosières, Saint-Hostien és Saint-Pierre-Eynac községekkel határos.

## Népesség
A település népessége az elmúlt években az alábbi módon változott:
| Lakosok száma | 544  | 510  | 561  | 642  | 733  | 758  | 759  | 758  | 752  | 750  |
|               | 1968 | 1982 | 1990 | 2006 | 2013 | 2015 | 2017 | 2019 | 2020 | 2022 |